# Scott Handcock
Scott Handcock (Birmingham, Inglaterra, 8 de noviembre de 1984) es un escritor, director y productor inglés de Birmingham que ha estado involucrado en una serie de obras de audio para Big Finish Productions, la compañía de producción de audio quizás mejor asociada con la franquicia Doctor Who.
Handcock ha asistido a convenciones de fanes en la ciudad de Nueva York, Swansea, California, Alemania, y recientemente trabajó para BBC Wales como corredor de producción en la tercera y cuarta temporada de Doctor Who Confidential, la aventura animada de Doctor Who. The Infinite Quest y la segunda serie de The Sarah Jane Adventures. Más recientemente, trabajó en la sexta temporada de Doctor Who, comenzando con el primer especial de Navidad de Matt Smith, "A Christmas Carol", y dirigió la serie The Confessions of Dorian Gray para Big Finish Productions. También ha contribuido con artículos para la revista oficial Doctor Who.

## Dramas de audio
- Dark Shadows: The Book of Temptation (lanzamiento en septiembre de 2006)
- Bernice Summerfield: The Oracle of Delphi (lanzamiento en noviembre de 2006)
- Dark Shadows: The Christmas Presence (lanzamiento en enero de 2007)
- Dark Shadows: The Skin Walkers (lanzamiento en noviembre de 2008)
- Doctor Who: The Magician's Oath (lanzamiento en abril de 2009)
- Gallifrey: Annihilation with Gary Russell (lanzamiento en marzo de 2011)
- Bernice Summerfield: Judgement Day (lanzamiento en septiembre de 2011)
- Dark Shadows: Speak No Evil (lanzamiento en agosto de 2012)
- Bernice Summerfield: Shades of Gray (lanzamiento en septiembre de 2012)
- Bernice Summerfield: Many Happy Returns with Xanna Eve Chown, Stephen Cole, Paul Cornell, Stephen Fewell, Simon Guerrier, Rebecca Levene, Jacqueline Rayner, Justin Richards, Miles Richardson, Eddie Robson y Dave Stone (lanzamiento en noviembre de2012)
- The Confessions of Dorian Gray: The Heart That Lives Alone (lanzamiento en noviembre de2012)
- The Confessions of Dorian Gray: Running Away With You (lanzamiento en agosto de 2013)
- Gallifrey: Extermination (lanzamiento en octubre de 2013)
- Bernice Summerfield: In Living Memory con Gary Russell (lanzamiento en diciembre de 2013)
- The Confessions of Dorian Gray: Displacement Activity (lanzamiento en noviembre de2014)
- The Confessions of Dorian Gray: The Darkest Hour (lanzamiento en noviembre de2014)
- Gallifrey: Intervention Earth with David Llewellyn (lanzamiento en febrero de 2015)
- Iris Wildthyme: An Extraterrestrial Werewolf in Belgium (lanzamiento en agosto de 2015)

## Audiolibros
- Dark Shadows: The Skin Walkers (lanzado en noviembre de 2008)
- Doctor Who: The Magician's Oath (lanzado en abril de 2009)
- Doctor Who: The Rising Night (lanzado en junio de 2009)
- The Sarah Jane Adventures: The Shadow People (lanzado en octubre de 2009)
- Doctor Who: Snake Bite (lanzado en diciembre en 2012)

## Cuentos
- Attachments in Short Trips: Snapshots (2007; editado por Joseph Lidster)
- They Fell in Short Trips: The Ghosts of Christmas (2007; editado por Cavan Scott & Mark Wright)
- The Midnight Washerwomen in Iris: Abroad (Obverse Books 2010, editado por Paul Magrs and Stuart Douglas)
- Platform Alteration in The Obverse Book of Ghosts (Obverse Books 2010, editado por Cavan Scott)

## Actuación
- The Oracle of Delphi (noviembre de 2006) Plato
- I, Davros: Innocence (septiembre de 2006) Kaled Officer
- I, Davros: Guilt (diciembre de 2006) Thal Saboteur/Castan/Computer Voice
- Iris Wildthyme 2.1: The Sound of Fear (febrero de 2009) Mohanalee
- Iris Wildthyme 2.2: Land of Wonder (marzo de 2009) The White Rabbit
- Iris Wildthyme 2.3: The Two Irises (abril de 2009) Barry
- Iris Wildthyme and the Claws of Santa (noviembre de 2009) Alfredo
- Gallifrey: Reborn (marzo de 2011) Jevon
- Gallifrey: Disassembled (marzo de 2011) Jevon
- Gallifrey: Annihilation (marzo de 2011) Vekken
- Gallifrey: Forever (marzo de 2011) Jevon
- Doctor Who: Love and War (octubre de 2012) Piers Gavenal

Hancock también se acredita como extra en varios dramas de audio de Big Finish.

## Créditos de televisión
- Doctor Who Confidential, Series 3–4 (2007–08) - Production Runner
- That Life (2007) - Production Runner
- Doctor Who: The Infinite Quest (2007) - Production Runner
- The Sarah Jane Adventures, Series 2 (2008) - Production Runner
- Doctor Who, Series 6 (2011) - Production Secretary